# Kopalnia Węgla Kamiennego Marcel

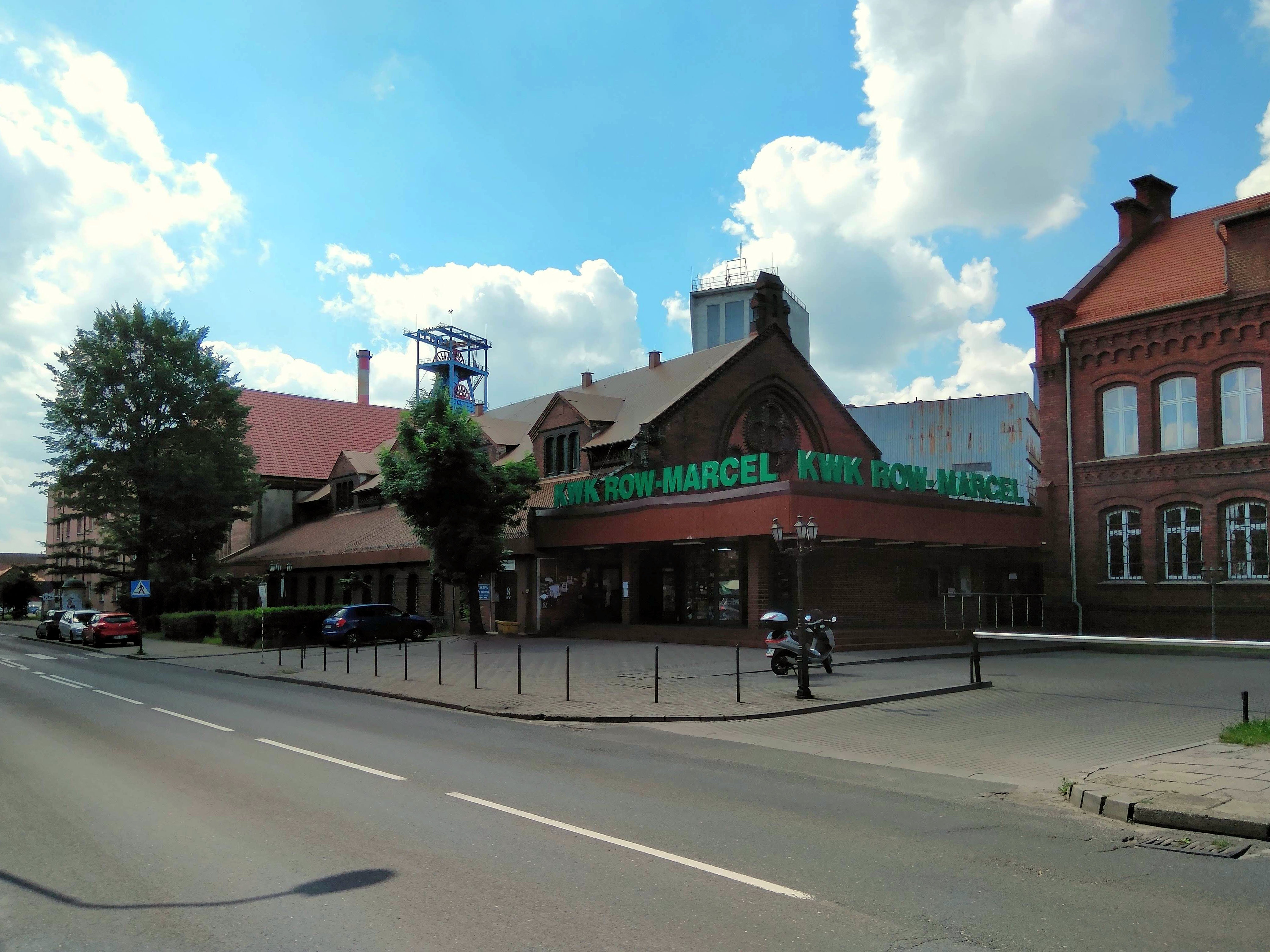
Wejście główne od północno-zachodniej strony kopalni

Kopalnia Węgla Kamiennego Marcel (do 1949 r.: Emma) – kopalnia węgla kamiennego znajdująca się w Radlinie (na osiedlu Marcel) w powiecie wodzisławskim w województwie śląskim.
Kopalnia Marcel w I półroczu 2014 r. zatrudniała 3181 pracowników, przynosiła największy zysk spośród wszystkich kopalń należących do Kompanii Węglowej, który wynosił 74,07 zł. na tonie wydobywanego węgla.

## Historia
Początki kopalni sięgają 1858 r. Kopalnia do 1945 r. nosiła nazwę „Emma”, a w latach 1945–1949 „Ema”. 27 kwietnia 1949 r. kopalni nadano nazwę „Marcel” – na cześć działacza związkowego Józefa Kolorza o pseudonimie „Marcel”.
Jest to obok koksowni Radlin największy zakład przemysłowy w Radlinie. W 1995 r. KWK Marcel połączono z Kopalnią Węgla Kamiennego „1 Maja”. Kopalnia jest spadkobiercą obszarów górniczych po KWK „1 Maja” oraz częściowo po KWK „Rymer”.
Kopalnia „Marcel” wchodziła po II wojnie światowej, kolejno w skład organizacji skupiających zakłady górnicze na naszym terenie: Rybnickie Zjednoczenie Przemysłu Węglowego (działało w latach 1945–1982), Zrzeszenie Kopalń Węgla Kamiennego w Jastrzębiu-Zdroju (działało w latach 1982–1984), Rybnicko-Jastrzębskie Gwarectwo Węglowe (działało w latach 1984–1988), Przedsiębiorstwo Eksploatacji Węgla „Południe” z siedzibą w Jastrzębiu-Zdroju (do chwili uzyskania samodzielności ekonomicznej; działało w latach 1989–1990). 1 kwietnia 1993 r. kopalnia „Marcel” weszła w skład Rybnickiej Spółki Węglowej S.A. W latach 2003–2016 kopalnia wchodziła w struktury organizacyjne Kompanii Węglowej S.A. Od 2016 kopalnia wchodzi w skład Polskiej Grupy Górniczej sp. z o.o.
W latach 1975–1997 nosiła nazwę „Kopalnia Węgla Kamiennego Marcel w Wodzisławiu Śląskim” (Radlin był wówczas dzielnicą Wodzisławia Śląskiego). W 1995 r. została połączona z wodzisławską KWK 1 Maja.
KWK Marcel jako jeden z wielu zakładów górniczych w PRL, włączyła się w akcje strajkowe i tworzenie niezależnego ruchu związkowego. W 1980 już w pierwszym miesiącu po legalizacji NSZZ „Solidarność” odsetek członków związku w KWK "Marcel" wynosił 70%. Tuż przed wprowadzeniem stanu wojennego, 10 grudnia 1981 roku, w opracowanej przez Komitet Wojewódzki PZPR "Informacji o układzie sił politycznych w zakładach", KWK Marcel została wskazany jako jeden z 117 zakładów, gdzie wpływ partii określono jako ograniczony (obok m.in. KWK "1 maja", KWK "Rydułtowy" czy PRG Jastrzębie.
1 lipca 2016 r. KWK Marcel została połączona z KWK Jankowice, KWK Rydułtowy i KWK Chwałowice, tworząc jedną kopalnię – KWK ROW.

## Czasy obecne

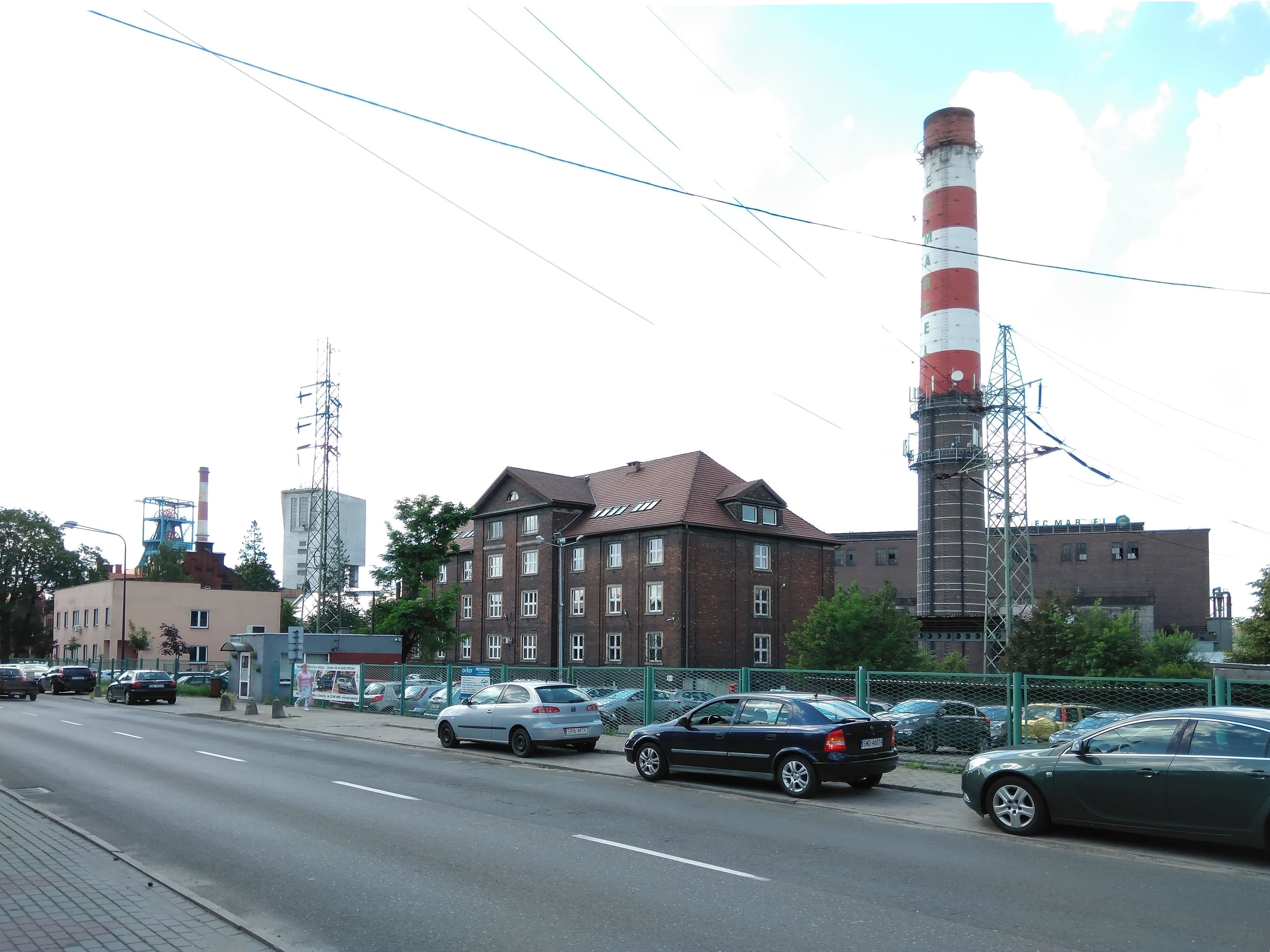
Widok ogólny od ulicy Korfantego

Aktualnie kopalnia prowadziła i prowadzi wydobycie węgla ze złóż znajdujących się pod miejscowościami Radlin, Wodzisław Śląski, Rybnik-Niedobczyce, Marklowice, Mszana, Świerklany. Największe złoża węgla znajdują się na terenie Gminy Marklowice na dawnych polach wydobywczych KWK 1 Maja.
Jest w zasadzie zakładem dwuruchowym – jeden ruch znajduje się w Radlinie – zakład główny KWK „Marcel”, drugi ruch to tzw. część marklowicka gdzie zlokalizowane są szyby Marklowice I (zjazdowo-materiałowy) i Marklowice II (szyb wentylacyjno-wydechowy) w Marklowicach. Główna koncentracja obecnego wydobycia, a także przyszłość kopalni związana jest z częścią marklowicką, gdzie obecnie eksploatuje się pokłady z głębokości od 290 do 700 m pod ziemią. W części marklowickiej wydobycie prowadzone jest z 3 ścian eksploatacyjnych. W części macierzystej wydobycie prowadzi się na 1 ścianie (planuje się jeszcze prowadzenie eksploatacji przez ok. 5–10 lat), po czym całe wydobycie kopalni pochodzić będzie z części marklowickiej. Zakład główny kopalni „Marcel” w Radlinie posiada 3 szyby wydechowe: 2 przeznaczone do zjazdu załogi i materiału (Szyb „Antoni” – poziomy 400, 600 i 800, Szyb „Wiktor” – poziomy 200, 400 i 600) oraz szyb wydobywczy, w którym zamontowane są urządzenia skipowe (Szyb „III” czasem potocznie nazywany Szyb „Julia”) przeznaczony do wywozu urobku z części marcelowskiej (awaryjnie do zjazdu załogi). Szyb wydechowy „IV (przez załogę nazywany też Szyb „Bartek”) przy którym pracują wentylatory głównego przewietrzania dla całej kopalni znajduje się 400 m od zakładu głównego, przy drodze krajowej nr 78. Szyb ten nie jest przystosowany do regularnej jazdy ludzi ani materiału. Z części marcelowskiej urobek wyjeżdża na powierzchnię za pomocą szybu „Julia”. Z kolei dla części marklowickiej została zbudowana upadowa odstawczo-transportowa z powierzchni na poziom 400. Upadowa ma długość 1840 m, na całej długości jest poprowadzony nowoczesny taśmociąg – odstawa urobku z części marklowickiej. Na upadowej znajduje się także kolejka spągowa do transportu materiału z i do wyrobisk kopalni. Z upadową wiązane są duże plany ze względu na znacznie niższe koszty transportu materiału kolejką spągową do wyrobisk kopalni, a następnie przewozem podziemnym, aniżeli transport szybowy materiału.
Zakład przeróbki węgla oraz bocznica kolejowa do załadunku pociągów węglem znajdują się w radlińskiej części kopalni (przez załogę tradycyjnie zwaną Emą). Do stacji towarowej kopalni Radlin Marcel, prowadzą linie kolejowe z Rybnika Towarowego i z Wodzisławia Śląskiego.
Zasoby bilansowe kopalni to 76,920 mln ton w całym złożu w tym w części koncesyjnej 30,782 mln ton. Średniodobowe wydobycie w 2016 r. wynosiło 11 000 ton.
Kopalnia jest zabezpieczana przez Okręgową Stację Ratownictwa Górniczego w Wodzisławiu Śląskim.